# Sabu zvani Ibebi
Sabu zvani Ibebi bio je drevni Egipćanin, visoki svećenik boga Ptaha tijekom vladavina Unasa i Tetija, egipatskih faraona 5. i 6. dinastije. Bio je i kraljev peharnik. Bio je sin Ptahšepsesa i Intit te otac Ptahšepsesa i Sabua zvanog Teti. Pokopan je u Sakari.
| G36 | S42 | U24 | A1 | S29 | F28 | D58 | G43 | A21 | nfr | r&n&f | i | b | b | i | A1 |

Ovaj hijeroglifski zapis znači: "Najveći od direktora obrtnika, Sabu zvani Ibebi".